# Ateme
Ateme是一家法國軟體公司，該公司成立於1991年，特別專長在多媒體領域的應用軟體，尤其是在視訊壓縮技術方面。此外Ateme公司也是AVC聯盟（AVC Alliance）以及HD論壇（HD Forum）等組織的成員公司之一。
另外Ateme公司與德國Nero AG公司合作開發了Nero Digital的MPEG-4壓縮技術。

## 外部連結
- Ateme公司網站 （页面存档备份，存于） （英文）